# Die Musterweiber
Die Musterweiber ist eine Operette in drei Akten des Komponisten Franz Wickenhauser (unter dem Pseudonym Franz Werther); für das Libretto zeichneten Paul Hubl, Gustav Quedenfeldt und Michail Alexandrowitsch Weikone verantwortlich. Die Uraufführung dieser Operette fand 1911 in Dresden statt.

## Handlung
1. Akt – Im Weiberdorf
Da vor Jahren alle Männer in den Krieg gezogen waren und keiner wiederkam, leben nur Frauen in diesem Dorf. Sämtliche Arbeiten und Projekte werden von den Frauen gemeinschaftlich besprochen und ausgeführt. Darum wird jetzt von allen der Plan gefasst, sich auf die Lauer zu legen, um Männer zu fangen. Jeder gefangene Mann soll ins Dorf geschleppt werden und zum Allgemeingut erklärt werden.
Die junge hübsche Eva fängt den jungen Handwerksgesellen Friedel und verliebt sich in ihn. Um ihn nicht mit den anderen Frauen teilen zu müssen, verkleidet sich Friedel als Frau. Inzwischen ist ein Kommissar des Fürsten ins Dorf gekommen und bringt die Botschaft, dass auf Befehl des Fürsten wieder Männer im Dorf angesiedelt werden sollen.
Um aber die richtigen Männer für das Dorf bestimmen zu können, verlangt der Fürst drei Musterweiber. Der Kommissar lässt alle Frauen antreten und wählt die hübsche Anne-Marie, die reizende Eva und den Handwerksgesellen Friedel.
2. Akt – Im Jagdschloss des Fürsten
Um einen Skandal in der Residenzstadt zu vermeiden, wurde vor längerem der Erbprinz samt seinem Hofstaat – der nur aus Männern besteht – ins fürstliche Jagdschloss verbannt. Durch einen Zufall erfährt der Erbprinz nun, dass der Kommissar samt seiner Begleitung in der Nähe des Jagdschlosses vorbeikommt. Er befiehlt seinen Kammerdiener Sebastian, sich als Fürst Xaver Nikodemus XXIV. auszugeben und den Kommissar ins Jagdschloss zu befehlen.
Gleichzeitig mit dem Kommissar erreicht aber auch die alte Hofdame Ziegenbein das Jagdschloss und soll bei Erbprinz und Hofstaat nach dem Rechten sehen. Um vom Kommissar und den Musterweibern abzulenken, muss der junge Junker von Sprinz der alten Hofdame seine Liebe erklären und einen Heiratsantrag in Aussicht stellen.
Bei der Besichtigung der Musterweiber erkennt der Erbprinz Anne-Marie, die Frau, wegen der er verbannt worden war. Seine Freude, sie wiedergefunden zu haben, ist so groß, dass er sofort ein großes Fest auszurichten befiehlt. Als dieses Fest beginnt, trifft überraschend der richtige Fürst Xaver Nikodemus XXIV. im Jagdschloss ein.
3. Akt – Vor dem Jagdschloss des Fürsten
Der Fürst ist wütend über die Eigenmächtigkeit des Erbprinzen und will nun keine Männer ins Weiberdorf schicken. Alle drei Frauen bezirzen den Fürsten und deren Koketterie stimmt den Fürsten um. Und da ihm Friedel von allen drei Frauen am besten gefällt, macht er ihr den Hof. Durch Friedel wieder besänftigt, erlaubt der Fürst allen Frauen im Dorf sich aus dem Hofstaat des Erbprinzen jeweils einen Mann auszusuchen.
Anne-Marie wählt sich den Erbprinzen und der Fürst gibt seinen Segen, da er noch auf ein Schäferstündchen mit Friedel hofft. Der allerdings vertröstet ihn auf den St.-Nimmerleins-Tag und geht mit Eva.